# Danilo D'Ambrosio
Danilo D'Ambrosio (nascut el 9 de setembre de 1988) és un futbolista professional italià que juga com a central o lateral dret al club de Serie A AC Monza i a la selecció italiana.

## Carrera de club

### Inicis
Nascut a Nàpols, D'Ambrosio va començar jugant al Salernitana local de la Campània. No obstant això, el club va fer fallida i ell, juntament amb el seu germà Dario, es van incorporar a l'equip juvenil de l'ACF Fiorentina el 2005. Va formar part de la Fiorentina primavera fins al desembre de 2007, però el 8 de gener de 2008 va ser venut al Potenza de la Serie C1 en un acord de copropietat. Va fer el seu debut com a professional el 20 de gener de 2008 en una victòria per 2-1 sobre la Juve Stabia, i finalment va fer deu aparicions durant la temporada. El juny de 2008, la Fiorentina va recomprar D'Ambrosio.

### Juve Stabia
L'11 de juliol de 2008, D'Ambrosio es va unir a la Lega Pro Prima Divisione amb la Juve Stabia en un altre acord de copropietat, per 30.000 €, fent el seu debut amb Le vespe el 31 d'agost de 2008 contra l'Taranto.
D'Ambrosio va esdevenir titular de la Juve Stabia en la seva primera temporada, que va decidir comprar el seu contracte restant a la Fiorentina per 75.500 euros més. Va passar la temporada següent jugant principalment com a migcampista dret, fins i tot va marcar el seu primer gol en una victòria a casa contra l'Barletta, 4–1. 

### Torí
El 12 de gener de 2010, D'Ambrosio va signar contracte amb el Torino en un acord de copropietat per una quota de traspàs de 200.000 €. Va debutar a la Sèrie B el 16 de gener de 2010 en una victòria a casa per 4-1 contra el Grosseto. Va ser un habitual del Torino durant la temporada, marcant el seu primer gol amb els granata el 20 de març de 2010 en la victòria fora de casa per 2-0 contra el Mòdena. El Torino va comprar la meitat restant del seu contracte a la Juve Stabia el juny de 2010 per 500.000 euros addicionals.
Durant la temporada següent, D'Ambrosio també va ser titular del nou entrenador Franco Lerda. Va marcar el primer doblet de la seva carrera en una victòria a casa per 3-2 contra el Mòdena, un dels dos únics gols de la seva temporada. El 15 de desembre de 2010, va renovar el seu contracte amb el Torino fins al 2014. Tanmateix, la seva temporada es va caracteritzar per actuacions negatives i el fracàs del Torino per arribar als playoffs el va fer objecte de moltes crítiques.
El nou entrenador en cap Giampiero Ventura va decidir centrar-se en D'Ambrosio per a la temporada 2011-12, fent-lo jugar com a lateral dret amb Matteo Darmian. El 2 de novembre de 2011, va marcar el gol de la victòria contra el Reggina. Ho va repetir l'11 de febrer de 2012, marcant en una victòria per 3-1 sobre Nocerina. Al llarg de la temporada, D'Ambrosio va aportar 26 aparicions i 3 gols amb l'ascens del Torino.
D'Ambrosio va debutar a la Sèrie A el 26 d'agost de 2012 durant l'empat sense gols contra el Siena, apareixent com a substitut al minut 93, però no va començar fins al 26 de setembre contra l'Udinese (0–0). Va marcar el seu primer gol a la Sèrie A durant la victòria per 5-1 fora de casa contra l'Atalanta. El desembre de 2012, es va convertir en el vicecapità del Torino després que Angelo Ogbonna es va lesionar. Va ser votat com la revelació de l'any de Torino pels lectors de Toro.it.
D'Ambrosio va cobrir com a lateral esquerre la temporada 2013-14, marcant en un empat 2-2 a casa contra l'AC Milan el 14 de setembre de 2013. Va tornar a marcar la setmana següent fora contra Bolonya, en un partit guanyat per 2-1 pel Torino. El 13 de desembre de 2013, el president del Torino, Urbano Cairo, va confirmar que D'Ambrosio deixaria el club després de rebutjar una pròrroga de contracte. L'exvicecapità va concloure la seva experiència al Torino amb 119 partits i 10 gols.

### Inter de Milà

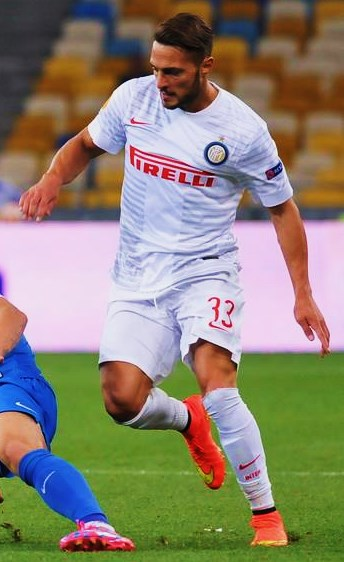
D'Ambrosio jugant contra el Dnipro Dnipropetrovsk el setembre de 2014

#### Temporada 2013-14
El 8 de gener de 2014, Tuttosport va informar que D'Ambrosio s'uniria a l'Inter en un acord amb efectiu més jugador. El 28 de gener, Tuttosport va revelar que la quota era d'1,75 € milions d'efectiu més el préstec gratuït de Matteo Colombi i el 50% dels drets de registre de Marco Benassi. (Tot i que la transferència també va costar a l'Inter 1,04 milions d'euros addicionals en comissions d'agent i altres comissions diverses, a més del valor del 50% dels drets de Benassi (1 milió d'euros) i els efectius pagats (1,75 milions d'euros) Dos dies després, l'Inter va confirmar l'acord.
Tres dies després d'això, va debutar amb els nerazzurri al Derbi d'Itàlia contra la Juventus al Juventus Stadium, una derrota de l'Inter per 3-1. El 15 de març, D'Ambrosio va començar el seu primer partit amb l'Inter, derrotant l'Hellas Verona per 2-0 a l'Estadi Marc'Antonio Bentegodi. Després d'aquest resultat, es va assegurar un lloc a l'alineació titular. D'Ambrosio va ser un substitut no utilitzat en l'últim partit competitiu de Javier Zanetti a San Siro, en què l'Inter va derrotar a la Lazio per 4-1 per assegurar-se un lloc al play-off de la UEFA Europa League per a la temporada vinent. D'Ambrosio va acabar la seva primera temporada amb l'Inter havent jugat 11 partits, 3 dels quals els va jugar íntegrament.

#### Temporada 2014-15
D'Ambrosio va marcar el seu primer gol competitiu amb l'Inter en el seu debut europeu, una victòria a casa per 3-0 sobre el Stjarnan en el partit d'anada del play-off de la Lliga Europa. Amb una victòria per 6-0 al partit de tornada, l'Inter va avançar a la fase de grups per un global de 9-0.
El 18 de setembre, en el primer partit del grup de la Lliga Europa contra el Dnipro Dnipropetrovsk ucraïnès, va marcar l'únic gol del partit. D'Ambrosio va qualificar el seu objectiu com "el més important de la seva carrera". Va tornar a marcar en el partit del segon grup el 2 d'octubre, i va obrir una victòria a casa per 2-0 sobre el Qarabağ azerbaidjanès.
D'Ambrosio va concloure la seva primera temporada completa amb l'Inter de Milà fent 32 aparicions en totes les competicions, marcant tres gols, totes a la Lliga Europa.

#### Temporada 2015-16
El 20 de febrer de 2016, D'Ambrosio va marcar el seu primer gol a la lliga amb l'Inter durant la victòria per 3-1 a casa davant la Sampdoria, superant el porter amb una volea amb l'interior de la bota esquerra al pal posterior. Aquest va ser el primer gol "italià" de l'Inter a la Sèrie A des que Andrea Ranocchia havia marcat el 15 de desembre de 2014. Vuit dies després, contra la Juventus per al següent partit de lliga, D'Ambrosio va fallar un cop de cap i va fer que Leonardo Bonucci va marcar al minut 47; el partit va acabar 2-0 per a la Juventus. Més tard, el 12 de març contra el Bolonya, va tornar a estar al marcador per segona vegada aquesta temporada, marcant el segon gol del partit minuts abans d'assistir al gol d'Ivan Perišić, ajudant l'Inter a aconseguir la seva segona victòria consecutiva a la Lliga.

#### Temporada 2016-17
D'Ambrosio va guanyar més temps de joc amb els entrenadors Frank de Boer i Stefano Pioli, com a titular en tots els partits excepte a l'octubre, i va ser el segon jugador de camp amb més pilotes recuperades. Va marcar el seu primer gol de la temporada contra el Pescara el 28 de gener de 2017, marcant el primer gol en una eventual victòria a casa per 3-0. El 19 de febrer, va marcar l'únic gol a Bolonya marcat per Gabriel Barbosa. Més tard, el 7 d'abril, D'Ambrosio va acceptar una pròrroga del contracte, signant fins al 2021. Dos dies després, va marcar contra el FC Crotone, igualant la seva millor marca personal, establerta la temporada 2011-12.

#### Temporada 2017-18
D'Ambrosio va jugar el seu partit número 100 de la Sèrie A amb l'Inter el 25 de novembre de 2017 en una victòria a casa per 3-1 contra el Càller en la jornada 14. A l'última jornada de la temporada, el seu gol al minut 29 contra la Lazio va servir d'empat temporal en una eventual victòria per 3-2 a l'Stadio Olimpico que va suposar el retorn de l'Inter a la UEFA Champions League després de sis anys.

#### Temporada 2018-19
El 25 de setembre de 2018, D'Ambrosio va marcar el seu primer gol de la temporada en un partit de lliga contra l'ACF Fiorentina després d'una combinació amb Mauro Icardi per donar a l'Inter la victòria per 2-1 a San Siro, la primera victòria a casa de la lliga per a la temporada 2018-19. temporada.

## Internacional
L'11 d'agost de 2010, D'Ambrosio va debutar amb la selecció italiana sub-21 en un partit amistós contra Dinamarca.
El 28 de març de 2017, D'Ambrosio va fer el seu debut internacional sènior amb Itàlia al costat d'altres quatre debutants, apareixent com a substitut en una victòria amistós fora de casa per 2-1 contra els Països Baixos.
Va fer la seva primera sortida amb Itàlia amb Roberto Mancini, en una derrota amistosa per 3-1 davant França a Niça l'1 de juny de 2018.

## Palmarès
Torí
- Subcampió de la Sèrie B: 2011–12

Inter de Milà
- Sèrie A: 2020–21[54]
- Copa d'Itàlia: 2021–22, 2022–23
- Supercopa Italiana: 2021, 2022
- Subcampió de la UEFA Europa League: 2019–20

Individual
- Revelació de l'any del Torí: 2012–13[21]